# Sandro Sambugaro
Sandro Sambugaro (Asiago, 6 luglio 1965) è un ex saltatore con gli sci italiano.

## Biografia
Nato ad Asiago, in provincia di Vicenza, nel 1965, ha esordito in Coppa del Mondo il 30 dicembre 1983 a Oberstdorf, in Germania Ovest.
Nello stesso anno ha vinto il bronzo alle Universiadi invernali di Sofia, in Bulgaria, arrivando dietro al sovietico Gennadij Prokopenko e allo jugoslavo Primož Ulaga.
A 18 anni ha preso parte ai Giochi olimpici di Sarajevo 1984, sia nel trampolino normale che in quello largo, terminando 43º con 161.6 punti nella prima gara e 44º con 138.3 nella seconda.
Nel 1985 ha partecipato ai Mondiali di Seefeld, in Austria, chiudendo 52º nel trampolino normale. 2 anni dopo, a Oberstdorf è arrivato invece 9º nel trampolino normale e 16º in quello largo.
A 22 anni ha preso parte di nuovo alle Olimpiadi, quelle di Calgary 1988, ancora una volta sia nel trampolino normale che in quello largo, terminando 46º con 165.5 punti nel primo e 39º con 161.6 nel secondo.
Nel 1989 ha partecipato al suo terzo Mondiale, a Lahti, in Finlandia, arrivando 57º nel trampolino normale, 15º in quello largo e 10º nel trampolino largo a squadre.
Ha chiuso la carriera agonistica nel 1990, a 25 anni.
Ai campionati italiani ha vinto 1 oro, 1 argento e 1 bronzo nel trampolino normale.

## Palmarès

### Universiadi invernali
- 1 medaglia:
  - 1 bronzo (Trampolino normale a Sofia 1983)